# Trichogramma higai
Trichogramma higai är en stekelart som beskrevs av Earl R. Oatman och Platner 1982. Trichogramma higai ingår i släktet Trichogramma och familjen hårstrimsteklar. Inga underarter finns listade i Catalogue of Life.